# Tylko
Tylko – debiutancki album solowy Pablopavo, wydany 25 października 2014 przez Karrot Kommando. Wcześniejsze płyty długogrające z jego udziałem powstawały przede wszystkim pod szyldem Pablopavo i Ludziki. Album zadebiutował na 46. pozycji zestawienia OLiS.

## Lista utworów
| 1. | "Sobota"    | 3:53  |
|    |             |       |
| 2. | "Ośmiu"     | 6:33  |
|    |             |       |
| 3. | "Toczenie"  | 3:12  |
|    |             |       |
| 4. | "Mistrzu"   | 3:29  |
|    |             |       |
| 5. | "Carlos"    | 3:00  |
|    |             |       |
| 6. | "Kołysanka" | 4:54  |
|    |             |       |
| 7. | "Generał"   | 3:56  |
|    |             |       |
| 8. | "Czerw"     | 1:59  |
|    |             |       |
|    |             | 30:56 |
|    |             |       |

## Nagrody i wyróżnienia
- "Najlepsze polskie płyty 2014" według T-Mobile Music: 2. miejsce[5]
- "Płyta roku 2014 - Polska" według Gazety Wyborczej: 6. miejsce[6]